# ديف غيلبرت
ديف غيلبرت (بالإنجليزية: Dave Gilbert)‏ (22 يونيو 1963 بلنكولن في المملكة المتحدة - ) هو لاعب كرة قدم بريطاني في مركز الوسط. لعب مع سكونثورب يونايتد وغريمسبي تاون ونادي نورثامبتون تاون ونادي يورك سيتي ووست بروميتش ألبيون وغرانتهام تاون ‏ وLincoln United F.C. ‏ ولينكولن سيتي أف سي وسبالدينغ يونايتد ‏ ونادي بوسطن يونايتد.

## وصلات خارجية
- ديف غيلبرت على موقع قاعدة بيانات كرة القدم.إي يو (الإنجليزية)
- ديف غيلبرت على موقع Soccerbase.com (لاعب) (الإنجليزية)
- ديف غيلبرت على موقع عالم كرة القدم.نت (الإنجليزية)